# Río Duda
 (avril 2014).
Pour les articles homonymes, voir Duda.
Le río Duda est une rivière de Colombie et un affluent du río Guayabero, donc un sous-affluent de l'Orénoque.

## Géographie

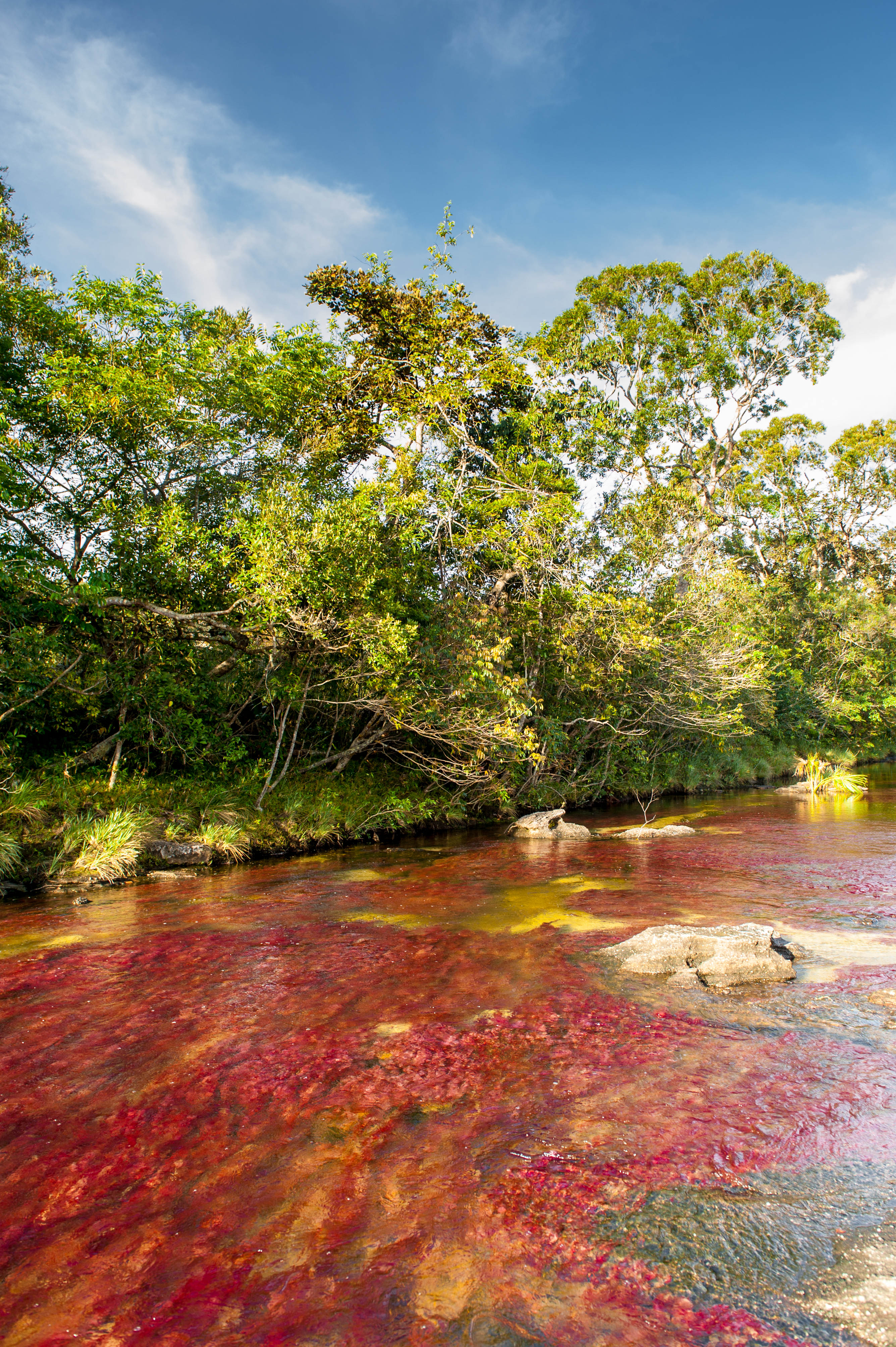
Parc national naturel de Tinigua.

Le río Duda prend sa source sur le versant est de la Cordillère Orientale, dans le paramo de Sumapaz (département de Meta). Il coule ensuite vers le sud, longe la serranía de la Macarena avant de rejoindre le río Guayabero au niveau du parc national naturel de Tinigua.